# CHPT1
CHPT1 (англ. Choline phosphotransferase 1) – білок, який кодується однойменним геном, розташованим у людей на 12-й хромосомі. Довжина поліпептидного ланцюга білка становить 406 амінокислот, а молекулярна маса — 45 097.
| 10         |  | 20         |  | 30         |  | 40         |  | 50         |
| ---------- |  | ---------- |  | ---------- |  | ---------- |  | ---------- |
| MAAGAGAGSA |  | PRWLRALSEP |  | LSAAQLRRLE |  | EHRYSAAGVS |  | LLEPPLQLYW |
| TWLLQWIPLW |  | MAPNSITLLG |  | LAVNVVTTLV |  | LISYCPTATE |  | EAPYWTYLLC |
| ALGLFIYQSL |  | DAIDGKQARR |  | TNSCSPLGEL |  | FDHGCDSLST |  | VFMAVGASIA |
| ARLGTYPDWF |  | FFCSFIGMFV |  | FYCAHWQTYV |  | SGMLRFGKVD |  | VTEIQIALVI |
| VFVLSAFGGA |  | TMWDYTIPIL |  | EIKLKILPVL |  | GFLGGVIFSC |  | SNYFHVILHG |
| GVGKNGSTIA |  | GTSVLSPGLH |  | IGLIIILAIM |  | IYKKSATDVF |  | EKHPCLYILM |
| FGCVFAKVSQ |  | KLVVAHMTKS |  | ELYLQDTVFL |  | GPGLLFLDQY |  | FNNFIDEYVV |
| LWMAMVISSF |  | DMVIYFSALC |  | LQISRHLHLN |  | IFKTACHQAP |  | EQVQVLSSKS |
| HQNNMD     |  |            |  |            |  |            |  |            |

A: Аланін

C: Цистеїн

D: Аспарагінова кислота

E: Глутамінова кислота

F: Фенілаланін

G: Гліцин

H: Гістидин

I: Ізолейцин

K: Лізин

L: Лейцин

M: Метіонін

N: Аспарагін

P: Пролін

Q: Глутамін

R: Аргінін

S: Серин

T: Треонін

V: Валін

W: Триптофан

Кодований геном білок за функцією належить до трансфераз. 
Задіяний у таких біологічних процесах, як метаболізм ліпідів, біосинтез ліпідів, ацетилювання, альтернативний сплайсинг. 
Білок має сайт для зв'язування з іонами металів, іоном магнію, іоном марганцю. 
Локалізований у мембрані, апараті гольджі.